# Buckeye Table
La Buckeye Table (in lingua inglese: Tavolato Buckeye), è un altopiano, lungo 20 km e largo da 4 a 8 km, che occupa la parte centrale della catena montuosa dell'Ohio Range, nei Monti Transantartici, in Antartide. 
Il plateau ha una spessa copertura nevosa ed è caratterizzato da ripidi pendii nella parte settentrionale; la superficie si fonde gradualmente con il livello del ghiaccio interno nel settore meridionale.
La denominazione fa riferimento al buckeye, l'ippocastano dell'Ohio, che è il soprannome ufficiale dello Stato dell'Ohio e degli studenti della sua università ed è stata proposta da William H. Chapman, agrimensore per conto dell'United States Geological Survey (USGS) in queste montagne durante la stagione 1958-59. L'Ohio State University e il suo " Institute of Polar Studies" (Istituto di Studi Polari) ha iniziato un programma di investigazioni geologiche nell'Ohio Range e nei Monti Horlick a partire dalla stagione 1960-61.